# Макс и Мориц
Макс и Мориц (на немски: Max und Moritz) е литературно произведение за деца, написано на немски език. Негов автор и илюстратор е писателят-хуморист Вилхелм Буш (1832 – 1908). Представлява истории в стихове, в които се описват изобретателните пакости на две деца, Макс и Мориц.
Разказите са публикувани за първи път през 1865 г., а на български са адаптирани от Елин Пелин (1877 – 1949).. Преводи на „Макс и Мориц“ на български са правили също Димитър Стоевски (1968) и Марко Ганчев (1983).